# Velîki Krînkî, Hlobîne
Velîki Krînkî (în ucraineană Великі Кринки) este localitatea de reședință a comunei Velîki Krînkî din raionul Hlobîne, regiunea Poltava, Ucraina.

## Demografie
Componența lingvistică a localității Velîki Krînkî
     Ucraineană (95,88%)
     Rusă (2,91%)
     Alte limbi (0,31%)
Conform recensământului din 2001, majoritatea populației localității Velîki Krînkî era vorbitoare de ucraineană (95,88%), existând în minoritate și vorbitori de rusă (2,91%).